# Inelul Nibelungilor (film)
Inelul Nibelungilor (titlu original: Dark Kingdom: The Dragon King, cunoscut și ca Ring of the Nibelungs, Die Nibelungen, Curse of the Ring și Sword of Xanten) este un film german din 2004 regizat de Uli Edel. Rolurile principale au fost interpretate de actorii Benno Fürmann, Alicia Witt, Kristanna Loken si Max von Sydow.

## Distribuție
- Benno Furmann - Eric / Siegfried
- Alicia Witt - Kriemhild
- Kristanna Loken -  Brunhild
- Max von Sydow - Eyvind
- Julian Sands - Hagen
- Samuel West - King Gunther
- Robert Pattinson - Giselher
- Sean Higgs - Alberich
- Gotz Otto - King Thorkwin
- Ralf Moeller - King Thorkilt
- Tamsin MacCarthy - Queen Siegland
- Leonard Moss - King Siegmund
- Ryan Slabbert - Three-Year-Old Siegfried
- Dean Slater - Dankwart